# Solenopsis geminata
Solenopsis geminata é uma espécie de formiga do gênero Solenopsis, pertencente à subfamília Myrmicinae, também conhecida como a formiga de fogo tropical. As formigas de fogo são um grupo de espécies relacionadas, o grupo geminata Solenopsis, que tem o seu centro de diversidade no sul da América do Sul. Solenopsis geminata é o único membro do grupo que ocorre na Costa Rica, mas que ocorre em uma "forma vermelha", que é mais abundante em áreas abertas e uma "forma preta" que prefere áreas florestais. Os determinantes ambientais ou genéticos dessas formas são desconhecidas.
Solenopsis geminata é mais abundante em zonas abertas e ensolaradas. É comum em áreas agrícolas e ao redor dos assentamentos humanos. Em altitudes mais baixas é encontrada não só em campo aberto, mas também podem penetrar no sub-bosque, embora em menor densidade. Em altitudes mais elevadas ela é restrita a áreas abertas e não se estende a floresta dossel fechado. Há indícios de ocorrência de S. geminata  no sub-bosque da floresta, mesmo em habitats florestais maduros, é cada vez maior, talvez devido aos efeitos da fragmentação. O aumento da abundância na floresta sub-bosque pode ser devido a um grande aumento da população de origem em áreas de pastagem ao redor, ou para alterar o microclima que favorece a criação de formigas de fogo no sub-bosque.
As colônias de Solenopsis geminata são grandes, com dezenas a centenas de milhares de trabalhadores. Os ninhos são no solo, geralmente sob a forma de um grande monte de terra expostas. Galerias se estendem para o solo circundante, emergindo nas zonas da forragem, a uma distância a partir do ninho. Tem maior costume de forragear na superfície do solo, mas existem relatos onde as formigas de fogo estão forrageando vários metros de altura em troncos de árvores ou clareiras naturais quando há epífitas abundantes e solo epífitas. Trabalhadores formam galerias que se estendem a partir do zero através do solo epífitas.
Os trabalhadores são essencialmente catadores e recrutam rapidamente os recursos. Óleo e fontes de proteína, tais como iscos de atum, são particularmente atraentes. Quando grandes recursos são descobertos, os trabalhadores muitas vezes os cobrem com solo. As vezes inclusive se utilizando da vegetação para cobrir as fontes de alimento.
Os trabalhadores têm picadas poderosas e são a perdição de crianças correndo com os pés descalços na grama. Se você equivocadamente ficar em um ninho, os trabalhadores vão lentamente cobrir seus pés e pernas e, em seguida, todos picarão de uma só vez. Os agricultores geralmente as desprezám.
Colónias individuais têm grandes vôos nupciais, com emissão dos machos abundantes e rainhas aladas do ninhos. Trabalhadores infestam a superfície do ninho e da vegetação circundante, e eles parecem estar expulsando os machos e rainhas aladas do ninho. Vôos nupciais não parecem altamente sincronizado entre colônias e podem ocorrer em qualquer época do ano.